# Cahagnes
Cahagnes – miejscowość i gmina we Francji, w regionie Normandia, w departamencie Calvados.
Według danych na rok 1990 gminę zamieszkiwały 934 osoby, a gęstość zaludnienia wynosiła 38 osób/km² (wśród 1815 gmin Dolnej Normandii Cahagnes plasuje się na 240. miejscu pod względem liczby ludności, natomiast pod względem powierzchni na miejscu 65.).